# Абжан
Абжан (каз. Әбжан, до 199? г. — Алга) — село в Актогайском районе Павлодарской области Казахстана. Входит в состав Муткеновского сельского округа. Код КАТО — 553249200.

## Население
В 1999 году население села составляло 301 человек (143 мужчины и 158 женщин). По данным переписи 2009 года, в селе проживало 270 человек (121 мужчина и 149 женщин).